# Chōkai (croiseur)
Ne doit pas être confondu avec JDS Chōkai (DDG-176).
Le Chōkai (鳥海) est le troisième croiseur de la classe Takao, construit pour la Marine impériale japonaise au début des années 1930. Avec un déplacement standard officiel (mais sous-évalué) de 9 850 tonnes, il associait une artillerie puissante, une protection satisfaisante et une grande vitesse. Comme ses trois sister-ships, il prit une part active aux opérations de la guerre du Pacifique, en particulier comme navire amiral de la 8e Flotte, pendant la campagne de Guadalcanal. Il a été le dernier navire opérationnel de sa classe et a été coulé, le 25 octobre 1944 pendant la bataille au large de Samar.

## Arrière-plan, conception et caractéristiques
Conçue dans le cadre du Programme de Renforcement de 1927, la quatrième classe de croiseurs lourds japonais a incorporé, sur des coques ayant des dimensions très proches de celles de la classe Myōkō, un certain nombre d'améliorations voulues par le haut-commandement naval japonais, qui ne devaient pas officiellement conduire à outrepasser les stipulations du traité de Washington de 1922, notamment le déplacement maximal autorisé de 10 000 tonnes.
Mis sur cale le 26 mars 1928 aux chantiers navals Mitsubishi de Nagasaki, lancé le 5 avril 1931, le Chōkai reçut ainsi dès l'origine, dix canons de 203 mm 2GÔ (Mark II) lançant un obus plus lourd que celui des canons de 200 mm, dont étaient alors équipées les trois précédentes classes de croiseurs japonais. La disposition des tourelles était la même que sur la classe Myōkō, mais dans de nouvelles tourelles dites de type E. Inspirées des tourelles des croiseurs anglais de la classe County, avec une élévation maximale de 70°, elles étaient supposées avoir un usage anti-aérien, de sorte que l'artillerie secondaire a été réduite à quatre pièces simples de 120 mm, comme sur la classe Aoba. Le blindage de ceinture, incliné et intérieur au bordé comme sur la classe Myōkō, a été porté à 125 mm à hauteur des magasins de munitions, mais pour économiser du poids, on a utilisé partiellement le soudage au lieu du rivetage. Ils ont aussi reçu dès l'origine, sur le pont supérieur, quatre plates-formes lance-torpilles orientables de 610 mm, mais uniquement doubles. Le bloc passerelle, massif, pour accueillir les équipements de direction de tir et de communications, était de forme pyramidale, pour réduire l'accroissement de poids dans les hauts, mais l'espace pour les passerelles s'en est trouvé réduit par rapport à la classe Myōkō,. Si la similitude des dimensions de coque et le léger accroissement de la puissance des machines permettaient une vitesse maximale équivalente à celle de la classe Myōkō (35,6 nœuds avec 139 000 ch), le déplacement réel excédait la limite des traités.
Aussi, lorsque l'empire du Japon n'a plus été soumis aux stipulations du traité de Washington, le Takao et son sister-ship l'Atago ont été modernisés, en 1939-40, notamment avec l'installation de tourelles doubles de 127 mm à double usage à la place des tourelles simples de 120 mm d'origine, mais le Chokai n'a reçu, avant la guerre, que des modifications secondaires, avec par exemple un renforcement de la solidité longitudinale de la coque, en 1936, une modernisation du grand-mât, et le remplacement des canons Vickers de 40 mm par des mitrailleuses quadruples de 13,2 mm, en 1936-37.

## Service
Le capitaine de vaisseau Boshirō Hosogaya est chargé en 1931 de superviser l'achèvement du Chōkai et devient son premier commandant l'année suivante. Le Chōkai fait partie de la 4e Division de Croiseurs qui rassemble les bâtiments de sa classe à partir du 1er décembre 1932. Il est ensuite commandé, entre autres, par les capitaines de vaisseau Gunichi Mikawa, en 1934-1935, et Aritomo Gotō, en 1937-1938. Il effectue des patrouilles en mer de Chine pendant la seconde guerre sino-japonaise à partir de 1937. En novembre 1941, il est affecté comme navire amiral de la Flotte Expéditionnaire du Sud que commande le vice-amiral Ozawa.

### Pendant l'offensive japonaise (décembre 1941 - avril 1942)
Couvrant les opérations de débarquement en Malaisie, le Chōkai participa aussi à la recherche des HMS Prince of Wales et Repulse puis, à partir de la base navale de Cam Ranh, il protégea, de décembre 1941 à février 1942, les débarquements au nord de Borneo, au sud de Sumatra (Palembang) et à Java. À la mi-février, il heurta un récif près du Cap Saint Jacques et partit à Singapour pour des réparations. En mars, avec la 7e Division de Croiseurs, (la classe Mogami), il couvrit les débarquements au nord de Sumatra (Sabang) jusqu'aux îles Andaman au large de la Birmanie. Début avril 1942, il participa à un raid dans le golfe du Bengale afin d'éliminer le trafic commercial avec l'Inde, le Mikuma, le Mogami et le destroyer Amagiri formaient le « Groupe Sud », le Kumano et le Suzuya composaient le « Groupe Nord ». Le Chōkai, la 20e flottille de destroyers, le croiseur léger Yura, le porte-avions Ryūjō et les destroyers Ayanami, Yugiri, Asagiri et le Shiokaze (en) pouvaient renforcer l'un ou l'autre groupe. Pendant cette opération, le Chōkai coula les cargos britanniques Indora (6 622 tonnes) et Silkworth (4 921 tonnes), le porte-avions Ryūjō coula le cargo américain Selma City et bombarda le cargo britannique Ganges et le cargo américain Bienville, le Chōkai achevant le premier au canon, et le second à la torpille.
Le 11 avril à Singapour, le vice-amiral Ozawa transféra sa marque sur le croiseur-école Kashii et le Chōkai rentra à Yokosuka où il passe en cale sèche. Il reçut alors quatre affûts doubles anti-aériens de 25 mm Type 96, dont deux à la place de mitrailleuses de 13,2 mm.

### À la bataille de Savo (9 août 1942)
Le Chōkai participa à la bataille de Midway de conserve avec l'Atago qui portait la marque du vice-amiral Kondō. Une réorganisation des forces navales japonaises eut lieu le 14 juillet 1942, le vice-amiral Mikawa fut nommé à la tête de la 8e Flotte, pour les Mers du Sud extérieures. Le 25 juillet à Truk, eut lieu la passation des consignes avec le vice-amiral Inoue, précédemment en charge de l'opération Mo annulée à la suite de la bataille de la Mer de Corail. Le vice-amiral Mikawa gagna ensuite son Q.G. de Rabaul avec sa marque sur le Chōkai il mouilla ensuite près de Kavieng, rejoint fin juillet par les croiseurs des classes Furutaka et Aoba composant la 6e Division de Croiseurs, aux ordres du contre-amiral Gotō.

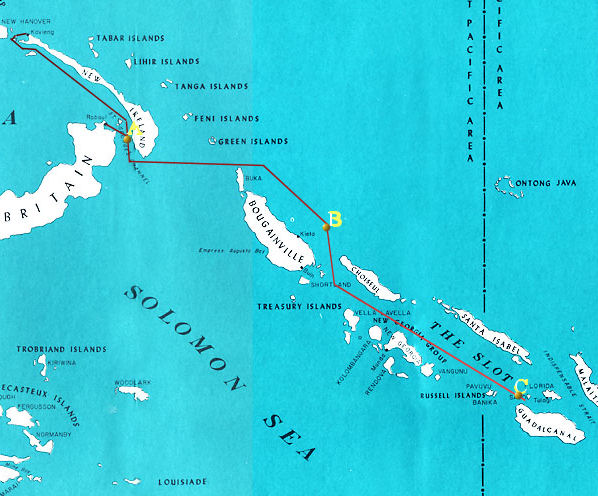
L'approche de l'escadre du vice-amiral Mikawa, de Kavieng vers Savo, 7-9 août 1942

La prise de commandement du vice-amiral Mikawa fut vite suivie du coup d'éclat de la bataille de Savo.
Depuis mai, les Japonais avaient débarqué dans l'archipel des îles Salomon dans le but de couper les communications entre Hawaï et l'Australie. Le 7 août, les U.S. Marines débarquèrent à Tulagi et Gavutu sous la protection de l'USS Wasp et à Guadalcanal sous la protection des USS Enterprise et Saratoga, les croiseurs lourds japonais de la 6e Division quittèrent aussitôt Kavieng, accompagnés de deux croiseurs légers, de destroyers et du Chōkai venant de Rabaul sous les ordres du vice-amiral Mikawa et mirent le cap sur Guadalcanal. Ils furent repérés à plusieurs reprises. Dès leur sortie de Rabaul, des bombardiers australiens et un sous-marin (USS S-38 (en)) américain les signalèrent mais leurs messages, parvenus tardivement, ne furent pas pris en considération. Deux destroyers (USS Ralph Talbot, USS Blue), en position de piquets radar eurent des contacts, visuel pour le premier, radar pour le second, mais leurs messages ne furent pas réceptionnés; de plus, les croiseurs japonais, dont l'image radar était brouillée par l'île de Savo, parvinrent à se dissimuler. Enfin, l'USS Jarvis les repéra mais sa radio était en panne. L'alerte fut finalement donnée par le destroyer USS Patterson alors que l'attaque japonaise avait commencé.

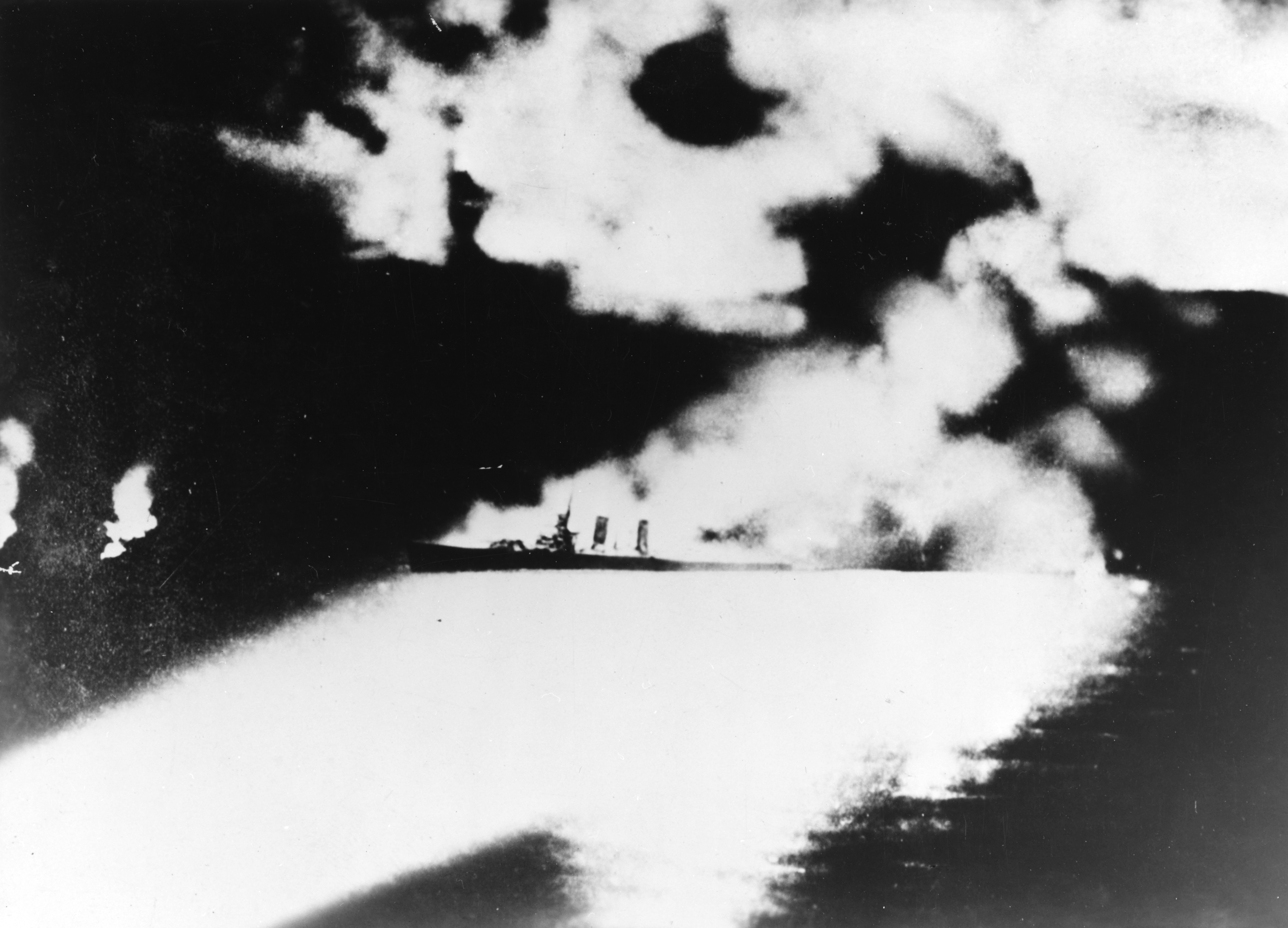
Éclairé par les croiseurs japonais, l'USS Quincy (CA-39) est en train de couler

Les croiseurs HMAS Canberra et USS Chicago qui étaient au sud de l'île furent d'abord très gravement endommagés, le premier dût être achevé le lendemain et le second eut l'avant emporté. Puis les croiseurs japonais abattirent au nord et envoyèrent par le fond les trois croiseurs lourds américains USS Quincy ,Vincennes  et Astoria tandis que le croiseur léger Yūbari avariait l'USS Ralph Talbot. Seul le Chokai fut atteint sur sa batterie avant.
Ignorant que les porte-avions américains avaient été retirés du secteur, le vice-amiral Mikawa, craignant les attaques aériennes sur son chemin de retour, fit demi-tour et mit le cap sans délai vers sa base sans attaquer les navires de transports américains mouillés devant Lunga Point, à une vingtaine de nautiques dans le sud-est, ce qui lui sera reproché ultérieurement. Mais pour les grands bâtiments de surface japonais, le danger ne venait pas que du ciel: le lendemain, c'est le sous-marin USS S-44 (en) qui torpilla le croiseur lourd Kako à proximité de Kavieng,.

### Pendant la campagne de Guadalcanal (août 1942 - janvier 1943)

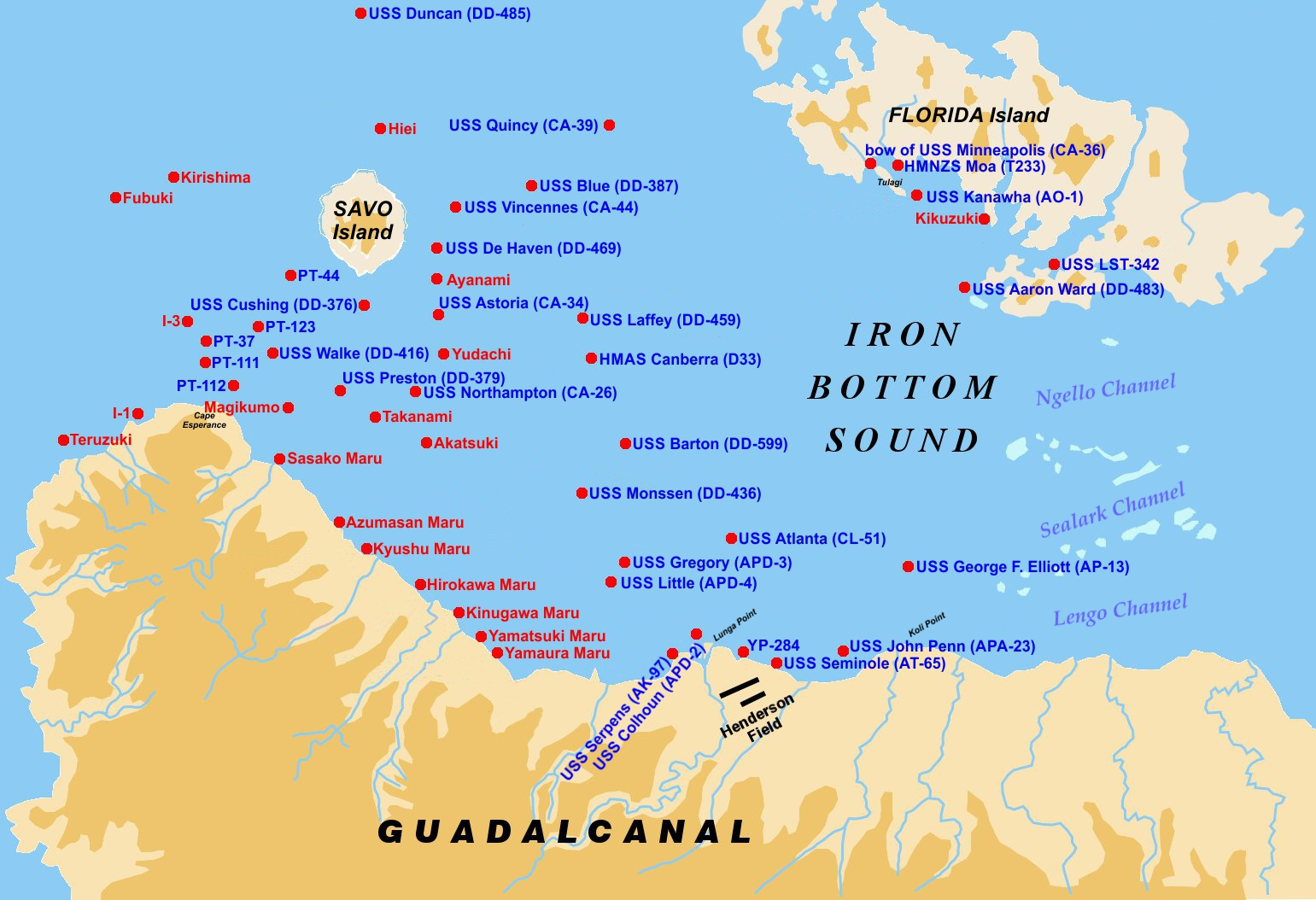
Carte de l' « Ironbottom Sound »

Deux batailles d'attrition se déroulèrent pendant six mois (d'août 1942 à janvier 1943) dans les eaux de Guadalcanal et sur terre entre les forces japonaises qui essayèrent en vain de reprendre cette île aux Américains. L'épicentre des combats terrestres fut le terrain d'aviation Henderson à proximité de la pointe Lunga, et celui des combats navals, le détroit entre Guadalcanal et l'île de Florida, tant de navires y furent coulés qu'il a été surnommé le « détroit au fond d'acier » (« Ironbottom Sound »). La supériorité aérienne était acquise de jour aux Américains grâce aux escadrilles basées à Henderson Field, alors que l'aviation navale japonaise basée à terre (la 11e Flotte Aérienne du vice amiral Tsukahara) était surtout présente le soir, venant principalement d'aérodromes situés près de Rabaul distants d'environ 900 km. La tactique américaine était de renforcer l'île avec des convois partant d'Espiritu Santo dans les Nouvelles-Hébrides ou de Nouméa en Nouvelle-Calédonie, sous la protection rapprochée de croiseurs et la protection éloignée de porte-avions (les USS Saratoga,Enterprise, Wasp et Hornet) et de cuirassés (les USS North Carolina, Washington et South Dakota). Les Japonais, bénéficiant de la protection éloignée de huit ou neuf croiseurs lourds, des quatre cuirassés rapides de la classe Kongō, faisant partie de la 2e Flotte du vice-amiral Kondō, des porte-avions, Shōkaku, Zuikaku, Ryūjō, Hiyō, Jun'yō, appartenant à la 3e Flotte, commandée par le vice-amiral Nagumo, basés à Truk, mirent en œuvre un ravitaillement de nuit, surnommé par les Américains l'« Express de Tokyo », assuré fréquemment depuis les îlots Shortland, sous la protection de la 2e Escadre de destroyers du contre-amiral Tanaka, voire de la 3e Escadre du contre-amiral Hashimoto, avec la couverture rapprochée des croiseurs de la 8e Flotte du vice-amiral Mikawa.
Au mois d'août, des porte-avions d'escorte américains réussirent à acheminer les appareils qui opérèrent ensuite depuis Henderdon Field. À la bataille aéronavale des Salomon orientales les Japonais ne réussirent pas à acheminer un convoi de troupes à Guadalcanal, y perdant le Ryūjō. Fin août, un sous-marin japonais torpilla le porte-avions l'USS Saratoga., et mi-septembre, ce fut l'USS Wasp qui coula et l'USS North Carolina fut également endommagé. Le 12 octobre, à la bataille du Cap Espérance, un convoi de renforcement japonais parvint à Guadalcanal, mais la 6e Division de Croiseurs fut tenue en échec par quatre croiseurs américains, aux ordres du contre-amiral Scott, qui venait d'escorter un convoi arrivant de Nouméa : Henderson Field ne fut pas bombardé, le Furutaka fut coulé et le contre-amiral Goto, tué sur la passerelle de son croiseur amiral. Le 14 octobre, les cuirassés rapides du vice-amiral Kurita bombardèrent longuement Henderson Field. Le 15, ce furent les croiseurs lourds Kinugasa et Chokai du vice-amiral Mikawa et le 16, le Maya et le Myōkō du vice-amiral Takagi. Après l'échec japonais de la bataille de la crête d'Edson, du 12 au 14 octobre 1942, les Américains, sous l'impulsion du vice-amiral Halsey reprirent l'initiative mais à la bataille des îles Santa Cruz (25-27 octobre 1942), ils perdirent l'USS Hornet. Le 3 novembre, le haut-commandement naval japonais affecta les croiseurs Maya et Suzuya en renfort à la 8e Flotte, puis dépêcha cette fois les cuirassés rapides du vice-amiral Abe pour bombarder une fois encore Henderson Field, ils furent par contre tenus en échec par les croiseurs des amiraux Callaghan et Scott, qui trouvèrent la mort, dans la nuit du 12 au 13 novembre, l'Hiei fut coulé également. Le lendemain soir, le vice-amiral Mikawa revint sur le Chokai avec le Kinugasa, le Maya et le Suzuya qui portait la marque du vice-amiral Nishimura, nommé à ce grade le 1er novembre. Ces deux derniers croiseurs bombardèrent Henderson Field. Le lendemain matin, le Maya fut gravement endommagé et le Kinugasa coulé sous les coups de l'aviation embarquée de l'USS Enterprise. La nuit suivante, l'USS Washington expédia par le fond le Kirishima. Ces engagements, du 12 au 15 novembre 1942, constituèrent la bataille navale de Guadalcanal, bataille décisive de cette campagne sur le plan naval, même si deux engagements, les batailles de Tassafaronga et de l'île de Rennell entraînèrent encore des pertes pour les croiseurs lourds américains, toutefois sans l'engagement des croiseurs lourds japonais qui participaient à la couverture éloignée de l'évacuation de Guadalcanal (Opération Ke).

### Des Salomon aux Philippines (février 1943-octobre 1944)
En février 1943, le Chokai quitte Rabaul pour Truk, puis rentre au Japon, pour passer en cale sèche à Yokosuka. De mars à juillet, il accompagne un certain nombre de transports de troupes vers les îles Salomon depuis le Japon ou Truk, vers Rabaul, Kavieng ou les îlots Shortland. Il est endommagé par une attaque d'aviation au large de Kolombangara, à la mi-juillet. Il est réparé en août à Kure, où il reçoit un radar de veille aérienne de Type 21 et deux affûts doubles de 25 mm Type 96, puis il est réaffecté à la 4e Division de Croiseurs. Après la bataille de la baie de l'Impératrice Augusta, le 2 novembre, où deux croiseurs lourds de la classe Myōkō ont été tenus en échec par une Task Force comptant plusieurs grands croiseurs légers, sept croiseurs lourds, les quatre de la classe Takao, et les Suzuya, Mogami et Chikuma ont été dépêchés de Truk à Rabaul pour intervenir à Bougainville. Mais le Chokai est détaché, en route, pour porter assistance à des pétroliers qui ont été endommagés. Il échappe ainsi au bombardement de Rabaul, le 5 novembre, où les trois autres croiseurs de la 4e Division sont plus ou moins gravement endommagés. Il devient, jusqu'en janvier 1944, le navire amiral de la 4e Division, à la suite de l'indisponibilité, pour réparations, de l'Atago. Il reçoit alors dix affûts simples de 25 mm AA de Type 96.
En février, il quitte la base de Truk pour les Palaos, et en mars , avec la 4e Division, il est affecté à la nouvelle 1re Flotte Mobile, constituée aux ordres du vice-amiral Ozawa. En avril, il est basé au mouillage des îles Lingga, au large de Sumatra, à proximité de Singapour, puis gagne en mai le mouillage de Tawi-Tawi, en mer de Sulu, à l'extrémité sud-ouest des Philippines. En juin, il participe à la bataille de la mer des Philippines, au sein de la Force d'Avant-Garde de la Flotte Mobile aux ordres du vice-amiral Kurita. Rentré au Japon, il reçoit, fin juin, un radar de veille surface de Type22, un radar de veille aérienne de Type 13 et douze affûts simples de 25 mm AA de Type96
Dans le cadre du Plan Sho-Go, qui a été mis en œuvre pour la défense de Philippines, la 4e Division de Croiseurs, restée aux ordres directs du vice-amiral Kurita, fait partie de la Force d'Attaque de Diversion no 1 qui doit aller attaquer les navires qui débarquent les troupes de VIe Armée américaine, dans le golfe de Leyte. Appareillant des îles Lingga le 18 octobre aux ordres du vice-amiral Kurita, la “Force Centrale”, comme la désigneront les Américains se ravitaille à Borneo, en baie de Brunei, et repart, le 22, pour contourner Palawan par l'ouest, en route vers la mer de Sibuyan et le détroit de San-Bernardino. Mais dans la nuit du 22 au 23, deux sous-marins américains la repèrent et l'attaquent. Torpillé, l'Atago, navire amiral du vice-amiral Kurita est coulé ainsi que le Maya, et le Takao très gravement endommagé,. Le Takao devant retourner à Brunei, puis Singapour, le Chokai restant le seul croiseur opérationnel de la classe Takao est reversé dans la 5e Division , aux ordres du vice-amiral Hashimoto. Le 24 octobre, il échappe, en mer de Sibuyan, aux attaques de l'aviation embarquée de la IIIe Flotte américaine, qui envoient par le fond le cuirassé géant Musashi. Le 25 octobre au matin, il participe à l'attaque de l'unité 77.4.3 de porte-avions d'escorte de la VIIe Flotte américaine, dont l'USS Gambier Bay  est coulé au canon par le croiseur lourd Chikuma. Mais la défense de ces petits porte-avions et de leurs bâtiments d'escorte est acharnée, malgré l'écrasante supériorité japonaise, quatre cuirassés armés de canons de 356, 406 ou 460 mm, et six croiseurs alignant 56 canons de 203 mm, contre sept destroyers portant au mieux six canons de 127 mm, et des porte-avions dont les appareils n'ont pas les bombes adaptées à l'attaque de bâtiments lourds. Ainsi, torpillé par le destroyer USS Johnston, le Kumano doit quitter le champ de bataille. Attaqué par des “Avengers”, touché sur une plate-forme lance-torpilles, dont l'explosion endommage ses machines, le Suzuya doit être abandonné. Le destroyer Okinami en récupère quelque 400 marins avant de le saborder. Le Chikuma, attaqué par l'aviation des USS Natoma Bay, Manila Bay, Kitkun Bay, et Ommaney Bay va finir sabordé par le destroyer Nowaki qui recueille ses rescapés. Le Chokai subit les attaques des “Avengers” du Kitkun Bay, alors que le White Plains, avec son unique canon de 127 mm, mettent ses machines hors de combat et l'immobilisent. Il a longtemps été pensé que les plates-formes lance-torpilles avaient été endommagées, explosant et causant des dégâts majeurs, cependant, une exploration récente de l'épave par le RV Petrel en 2019 a trouvé les tubes lance-torpilles intact, réfutant cette hypothèse,. C'est le destroyer Fujinami qui recueille ses rescapés et le saborde,.
Dans la nuit du 25 au 26, le Nowaki sera détruit par des croiseurs de la IIIe Flotte américaine et tous ceux qui sont à bord sont tués. Le 27 octobre, en route vers Manille, le Fujinami est attaqué au sud de Mindoro par l'aviation embarquée de l'USS Essex et disparait corps et biens avec tous les rescapés du Chokai.